# فهد علي
فهد علي المطيري، لاعب كرة قدم كويتي سابق.
و قد كان يلعب مع نادي الجهراء منذ عام 1988 وحتى عام ابريل 2006.
و قد كان مع نادي الجهراء الحائز على لقب الدوري الكويتي في عام 1990.
و قد سجل هدف في نهائي كأس الأمير 1995/1996.